# Хокей

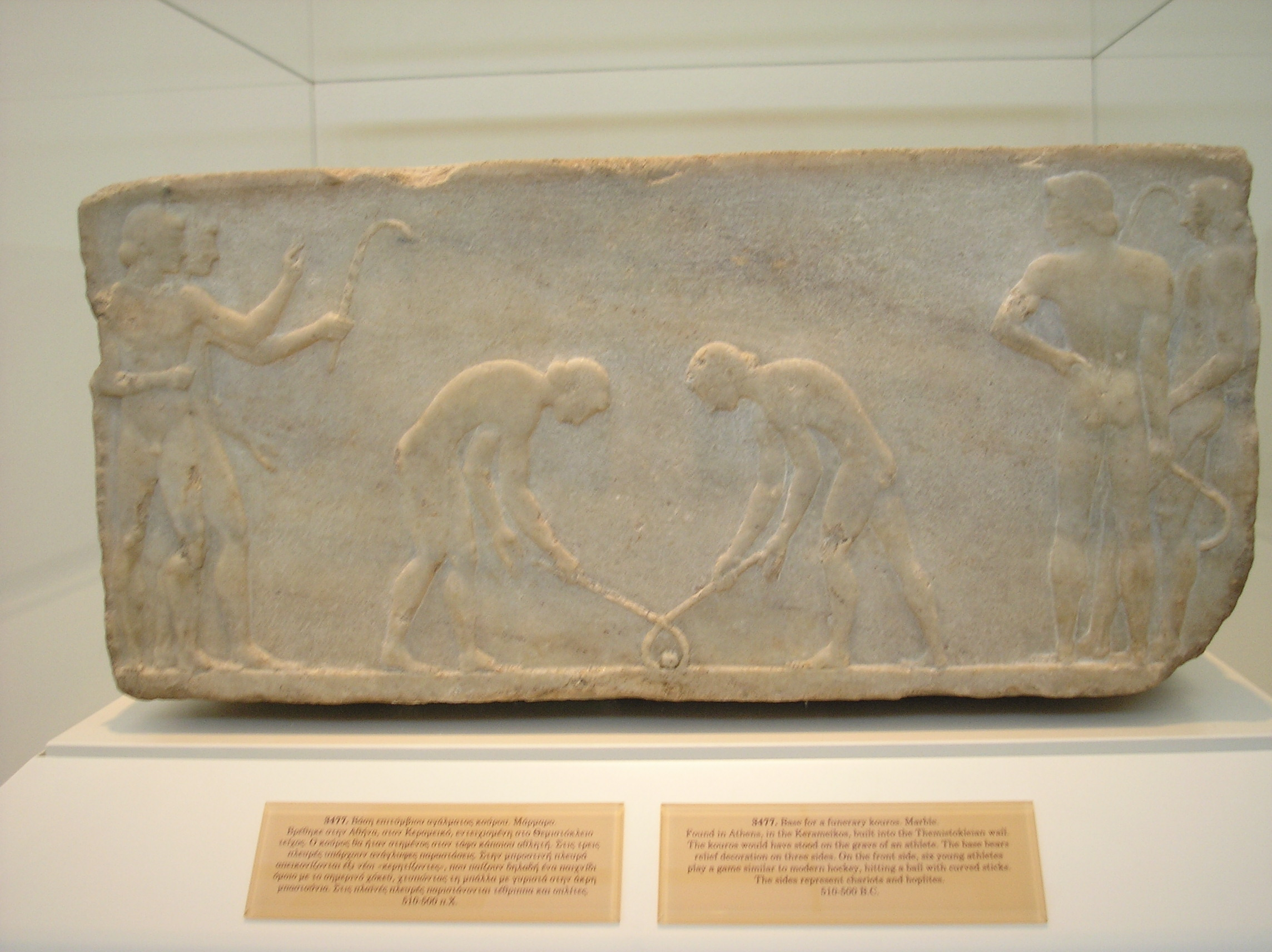
Барельєф 600 р. до н. е., Національний археологічний музей, Афіни.

Хоке́й (англ. hockey, заст. го́кей та діал. гакі́вка) — спільна назва для командних спортивних ігор із ключкою, мета яких закинути м'яч або шайбу в ворота протилежної команди.

## Назва

### Походження
Перша згадка слова hockey належить до 1773 року — у книжці «Юнацькі види спорту і часопроводження: з доданням спогадів автора і включаючи опис нової системи виховання дітей» (Juvenile Sports and Pastimes, to Which Are Prefixed, Memoirs of the Author: Including a New Mode of Infant Education) написаній Річардом Джонсоном (псевдонім — Master Michel Angelo, «Майстер Мікеланджело»). Розділ №XI називався «Удосконалення гри у хокей» (New Improvements on the Game of Hockey).
Походження слова неясне. За одною з версій, воно є похідним від старофр. hoquet («ковінька», «ґирлиґа»). Інша версія пов'язує hockey зі словом hocky — так здогадно звалися коркові чопи, які заміняли у XVIII ст. дерев'яні кулі для гри. Такі корки ніби використовували для бочок з рейнвейном (англ. hock), від чого і пішла їхня назва.
Перші повідомлення про хокей із шайбою українською мовою вийшли 1904 року у Львові, тоді спорт називали гокей або діал. гакі́вка. У 1909 Медард Кавецький прочитав у Львові лекцію «Хокей на леді». 1910 року побачили світ перші правила хокею з шайбою українською, які уклав Іван Боберський під назвою «Правила до гаківки».
Слово «гаківка» могло з'явитися за співзвучністю з оригінальною вимовою слова hockey («га́кі») і подальшою контамінацією з «гак». Ігор Мельник, також низка авторів публікацій у ЗМІ називає винахідником цього слова Івана Боберського — одного із засновників організації «Пласт», Т. Береза, І. Зубрицька, Ю. Зелений уважали, що це слово з'явилося в українській мові завдяки його копіткій роботі.
Назва «гаківка» широко вживалася у спортивній термінології Галичини в 1920—1930-х роках, але пізніше витіснена назвами «хокей»/«гокей». Сучасні мовознавці вважають назву «гаківка» застарілою, але думки щодо доцільності її повернення до вжитку різняться. К. ф. н. Зоряна Мацюк і Ніна Станкевич відносять «гаківку» до українських відповідників до запозичених слів-термінів, що засвідчують багатство українського мовного генофонду та мають характер української «знадібки». Натомість д. ф. н. Олександр Стишов вважає «гаківку» небажаним пуризмом та відносить до негативної тенденції заміни апробованих та узвичаєних інтернаціоналізмів, які стали органічними складниками української мови, на застарілі, рідковживані та вузькорегіональні слова; він поділяє думку д. ф. н. Лідії Лисиченко, що вживання цього слова сприяє процесу деестетизації сучасної української мови.

### Орфографія
Назва гри походить з англійського слова hockey, яке можна передати українською за харківським правописом го́кей чи «хокей».
Правописний словник 1929 року Григорія Голоскевича фіксує термін «го́кей» з наголосом на першому складі. З 1939 року, в УРСР вживали термін «хокей», усі словники та правописи користуються саме таким написанням.

## Історія
|                                                        |  |  |
| Пам'ятна монета НБУ номіналом 2 грн., присвячена хокею |  |  |

Ігри з ключками та м'ячем відомі в культурах різних часів. Існують давньоєгипетські рельєфи, датовані XX ст. до н. е., що зображують групи людей з кийками та якимись метальним приладом; а також викарбоване зображення близько 600 р. до н. е. (на ілюстрації), де зображена давньогрецька гра, що здогадно називалася «керетізейн», «керетізін» (грец. κερητίζειν — від κέρας — «ріг») — у неї грали рогом або палицею у вигляді рога. Даури — народ у Внутрішній Монголії, грають у гру «бейкоу», схожу на хокей, вже близько 1000 років.
Багато свідчень існування схожих ігор у Середньовічній Європі можна знайти в тогочасному законодавстві. Так, у 1527 році Голвейський статут заборонив деякі види ігор з м'ячем, включаючи ігри з кривими («hockie», пор. сучасне hooked) палицями.
|  | …у жоден час звичайно не займатися перекиданням м'ячика кривими палицями чи киями, не використовувати ручний м'яч, граючи поза стінами, але грати тільки ногою у великий м'яч Оригінальний текст (англ.) […at no tyme to use ne occupye the horlinge of the litill balle with hockie stickes or staves, nor use no hande ball to play withoute walles, but only greate foote balle] Помилка: [undefined] Помилка: {{Lang}}: немає тексту (допомога): текст вже має курсивний шрифт (допомога) |

На XIX ст. різноманітні ігри з ключками почали набувати вигляду сучасних форм хокею, розділяючись, або навпаки зливаючись разом. З'явились організації, що зайнялися упорядкуванням правил і норм, місцеві й міжнародні команди почали проводити змагання. У цей час виник і хокей з шайбою на льоду, розвинувшись з хокею на траві — як його адаптація до довгих зим Канади й півночі Сполучених Штатів.

## Різновиди
- Хокей на траві — різновид хокею, змагання проводяться на спеціальному синтетичному покритті (у минулому на траві) маленьким твердим м'ячем. Найпоширеніший у світі вид хокею — в англомовних джерелах частіше іменується просто «хокей».
- Хокей із шайбою (інша назва канадський хокей) — різновид хокею, команди змагаються на льодовому майданчику маленьким гумовим диском (шайбою).
- Хокей з м'ячем, який називають також російським хокеєм або бенді.
- Флорбол — різновид хокею, команди змагаються в залі.
- Брумбол — різновид хокею, симбіоз хокею з шайбою та флорболу.
- Підводний хокей — різновид хокею, команди змагаються під водою в 4—6-метровому басейні розміром 15 × 25 метрів.
- Підльодний хокей — хокей на льоду подібний до підводного, але грають плаваючою шайбою під льодом замерзлої водойми. Гру у 2005 році винайшов австрійський дайвер Крістіан Редль[de][20]
- Індорхокей — різновид хокею на траві, команди змагаються на майданчику для гандболу.
- Следж-хокей (санний хокей) — різновид хокею із шайбою для людей з обмеженими можливостями.
- Ринк-бенді — різновид хокею з м'ячем, що проводиться на майданчику для хокею з шайбою.
- Ролеркей — різновид хокею, на роликових ковзанах, проводиться в закритому приміщенні.
- Аерохокей
- Шинті — різновид хокею з м'ячем, матчі проводяться на траві. Зараз шинті поширений тільки в гірській Шотландії, проте раніше грали і в Англії.

Подібна до хокею й старовинна українська гра ковіньки.

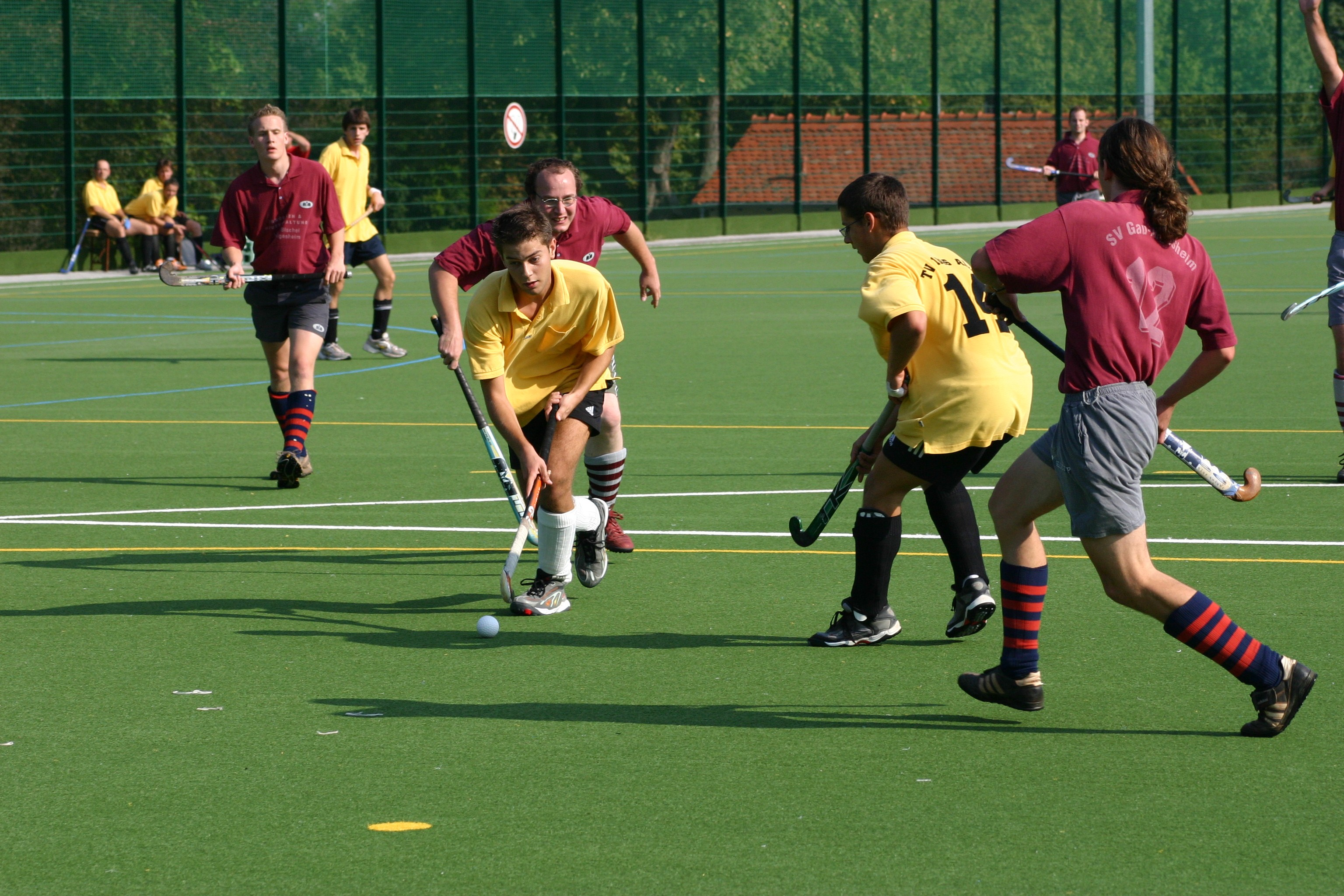
Хокей на траві
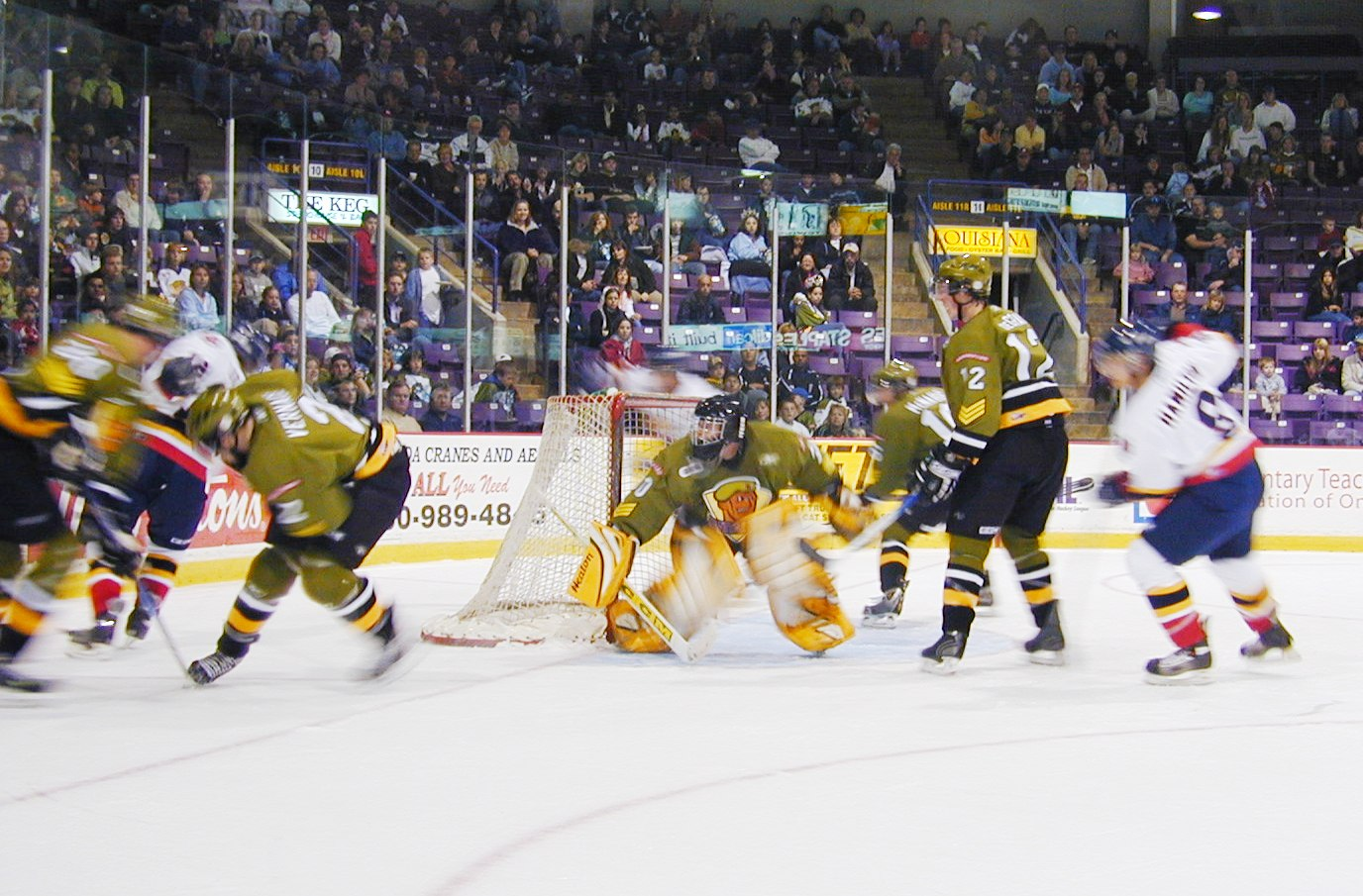
Хокей із шайбою
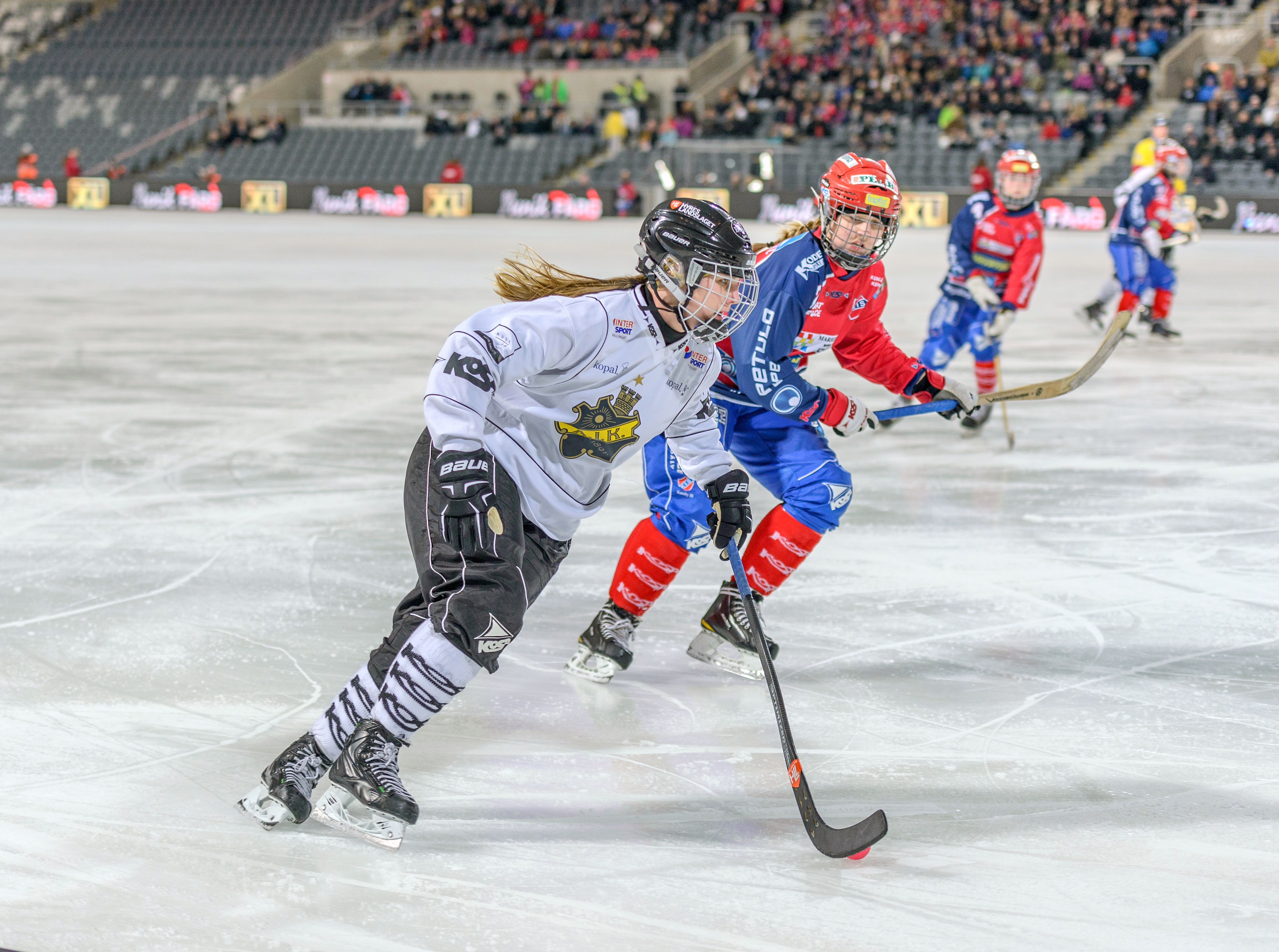
Хокей із м'ячем
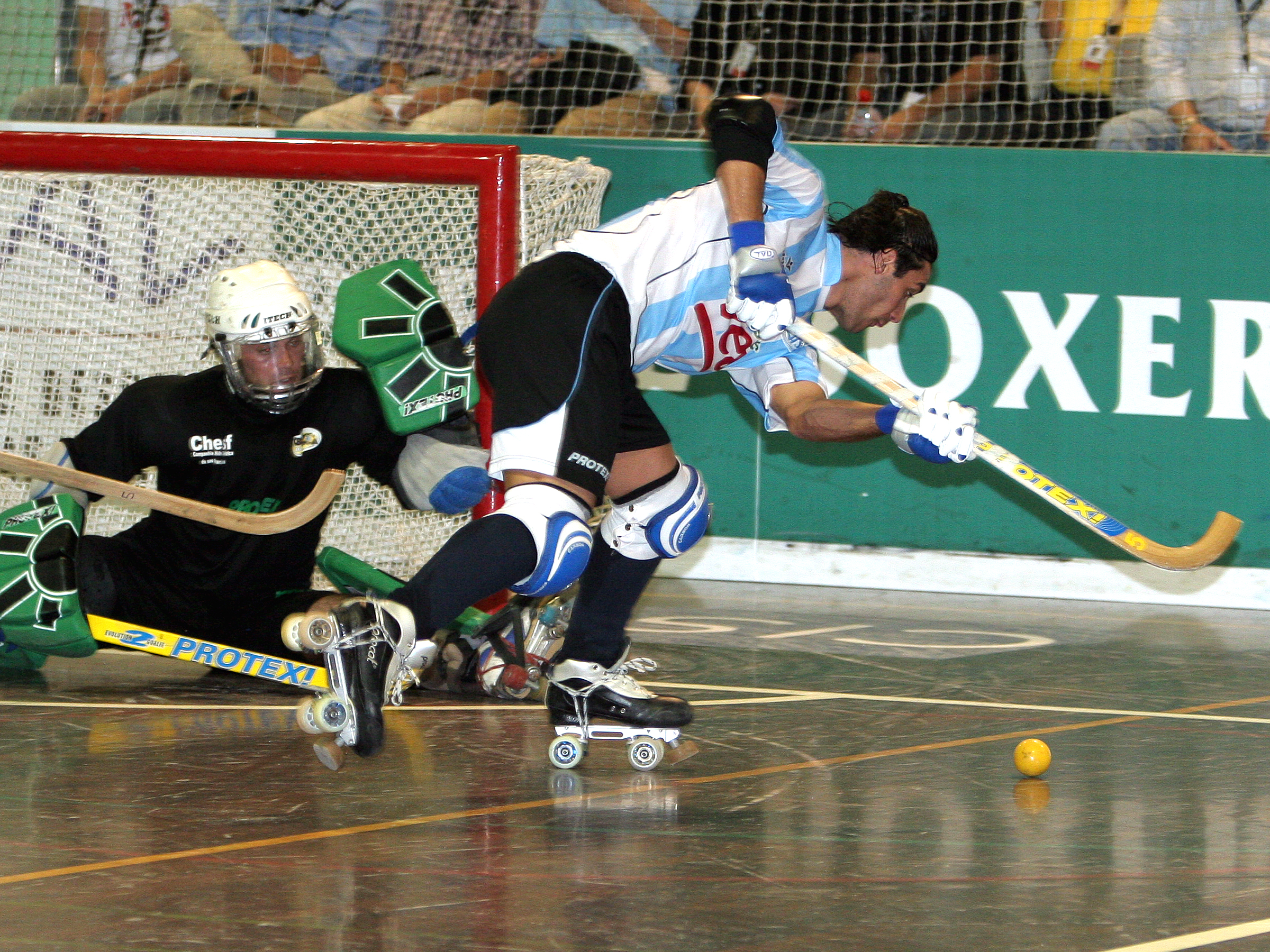
Ролеркей
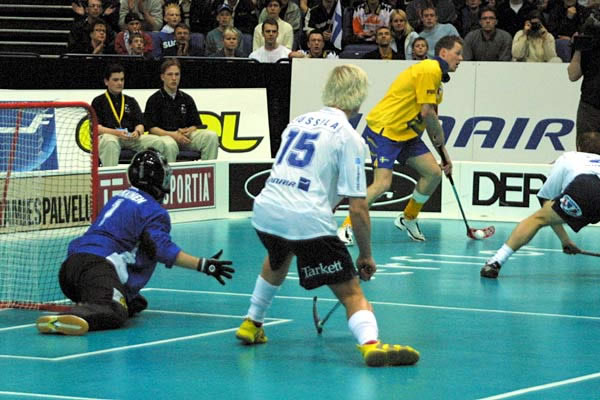
Флорбол
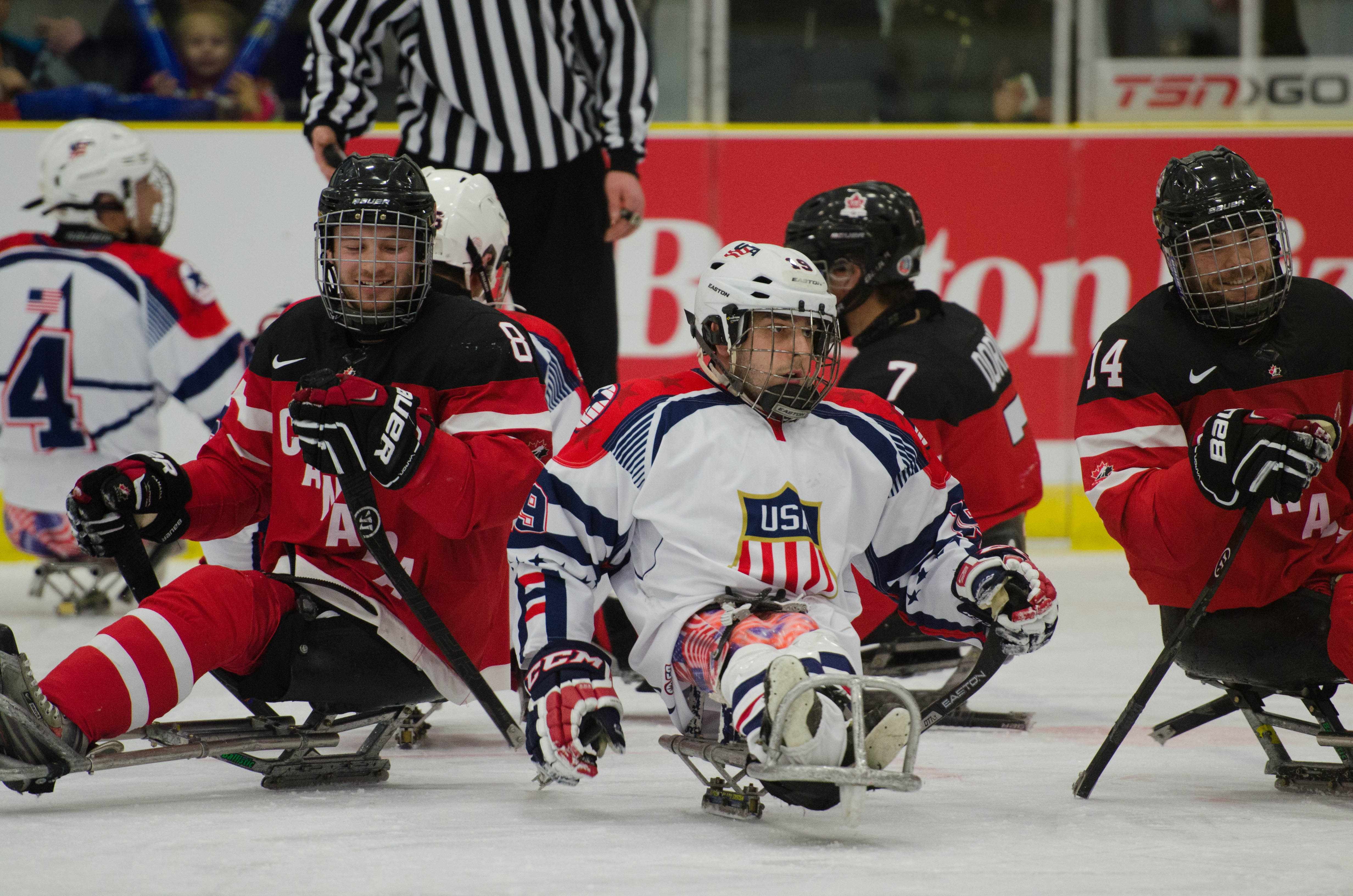
Следж-хокей
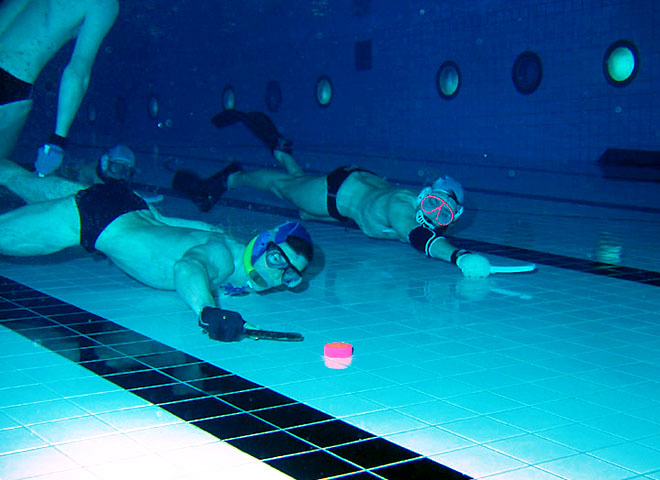
Підводний хокей